# Mont Fumaiolo
Le mont Fumaiolo, culminant à 1 406 mètres d'altitude, est une montagne des Apennins toscan-romagnols située dans la province de Forlì-Cesena, dans la région d'Émilie-Romagne en Italie.

## Géographie
Il est situé à l'extrémité sud de la plaine du Pô, dans la province de Forlì-Cesena en Émilie-Romagne.
Sur ses pentes prennent naissance les fleuves Savio et Tibre (Tevere en italien), le fleuve sacré de Rome.
Situé à une cinquantaine de kilomètres de Cesena, il domine les villes de Bagno di Romagna et Verghereto, ainsi que la vallée du Marecchia.

## Accès
- Par la voie rapide A45 Cesena-Rome jusqu'à Verghereto puis par la route normale.